# Vitry-aux-Loges

Vitry-aux-Loges este o comună în departamentul Loiret din centrul Franței. În 1 ianuarie 2022 avea o populație de 2.212 de locuitori.